# Vi Ứng Vật
Vi Ứng Vật (chữ Hán: 韋應物, 737-792 hoặc 793), là nhà thơ Trung Quốc đời Đường.

## Tiểu sử
Vi Ứng Vật là người Trường An (nay là Tây An, thủ phủ tỉnh Thiểm Tây).
Đời Đường Huyền Tông (ở ngôi: 712-756), ông được bổ làm chức Tam vệ lang, được ra vào cung cấm. Sau ông thi đỗ Tiến sĩ, được cử làm Thứ sử Trừ Châu, Giang Châu, rồi Tô Châu; được dân chúng rất mến phục . Năm 792 hoặc 793, đời Đường Đức Tông (ở ngôi: 780-805), Vi Ứng Vật mất, lúc ấy ông khoảng 55 tuổi.
Sinh thời, tính ông chuộng nghĩa hiệp , có lúc cuồng phóng , nhưng cũng rất cao khiết, mỗi lần đi đến đâu, ông cũng cho quét sạch đất, đốt hương rồi mới ngồi. Ông không thích giao du rộng, bạn thơ chỉ có Lưu Trường Khanh, Cố Huống, Thích Hiệu Nhiên; và ông thường ví mình với Đào Tiềm. Theo học giả Nguyễn Hiến Lê, thì Vi Ứng Vật thuộc phái "tự nhiên"  trong lịch sử thi ca đời Đường.

## Sự nghiệp văn chương
Thi tập của ông (đều lấy tên là Giang Châu hoặc Tô Châu) gồm 10 quyển, hiện còn lưu truyền.
Vi Ứng Vật có cuộc sống khá khác thường, lúc đầu thì buông thả, về sau lại nhúng nhường, ham đọc sách, rồi trở thành một viên quan thanh liêm, hiểu thấu nỗi cực khổ của dân. Hai lối sống cực đoan đó đã ảnh hưởng tới tính phức tạp trong tư tưởng và nghệ thuật thơ ca của ông .
Nhìn chung trong toàn bộ tác phẩm của ông, thơ tả tâm tình nhàn hạ của kẻ ẩn sĩ chiếm phần lớn, như các bài: "Ký Toàn Tiêu sơn trung đạo sĩ" (Thư gửi đạo sĩ ở trong núi Toàn Tiêu), "Đông giao" (Ngoài thành phía đông), "Đáp Lý Cán" (Trả lời Lý Cán), "Hiệu Đào Bành Trạch" (Bắt chước Đào Bành Trạch), "U cư" (Ở ẩn),...
Một số khác tuy ít hơn, nhưng cũng có nhiều bài hay. Thơ cảm khái của ông cũng có nhiều bài được khen là "chứa chan lòng ưu thời mẫn thế" , như các bài: "Đăng cao vọng Lạc thành tác" (Làm lúc lên cao ngắm thành Lạc), "Đăng Trùng Huyền tự các" (Lên gác chùa Trùng Huyền), "Nghĩ cổ thi thập nhị thủ" (Mười hai bài nghĩ cổ),...
Bên cạnh đó, ông cũng có một số bài tỏ rõ sự căm giận đối với giai cấp thống trị, đồng thời cảm thông sâu sắc với người lao động, như các bài "Quảng Đức trung Lạc Dương tác" (Cảm khái khi đang làm quan ở Lạc Dương dưới thời Quảng Đức), "Đáp Thôi Đô thủy" (Đáp Đô thủy họ Thôi), "Tạp thể ngũ thủ" (Năm bài tạp thể),...
Về mặt miêu tả, rải rác trong thơ ông có nhiều bức tranh "rất đẹp và tinh tế", có thể tìm thấy điều đó trong các bài như: "Trừ Châu Tây giản" (Khe suối ở phía Tây Trừ Châu), "Phú đắc mộ tống Lý Tào" (Phú Đắc: buổi chiều mưa tiễn chân Lý Tào), "Đông giao" (Ngoài thành phía đông), "Trường An ngộ Phùng Trứ" (Gặp Phùng Trứ ở Trường An), "Tịch thứ Vu Di huyện" (Đêm nghỉ ở huyện Vu Di),....
Ngoài ra, mảng thơ của ông viết về bạn bè và người quen cũng rất được chú ý vì chúng rất thắm thiết và chân tình; như các bài: "Hoài thượng hỷ hội Lương Xuyên cố nhân" (Trên sông Hoài mừng gặp bạn cũ đất Lương Xuyên), "Ký Lý Đảm, Nguyên Tích" (Gửi Lý Đảm và Nguyên Tích), "Sơ phát Dương Tử ký Nguyên Đại hiệu thư" (Từ bến sông Dương Tử, gửi quan hiệu thư Nguyên Đại), "Tống Phần Thành Vương chủ bạ" (Tiễn quan chủ bạ họ Vương ở Phần Thành), "Thu dạ ký Khâu viên ngoại" (Đêm thu gửi Khâu viên ngoại),v.v...
Về nghệ thuật, thơ của ông rất giống thơ Đào Tiềm, được Bạch Cư Dị, Tô Thức khen lắm (nhất là thơ ngũ ngôn) ; và được giới nghiên cứu đánh giá là có phong cách giản dị, đẹp đẽ ("chân mà không mộc mạc, đẹp mà không hoa lệ").

## Giới thiệu thơ
Giới thiệu hai trong số bài thơ tiêu biểu của Vi Ứng Vật.
| Phiên âm: Ký Toàn Tiêu sơn trung đạo sĩ Kim triêu quận trạch lãnh, Hốt niệm sơn trung khách. Giản để thúc kinh tân, Quy lai chử bạch thạch. Dục trì nhất biều tửu, Viễn uỷ phong vũ tịch. Lạc diệp mãn không sơn, Hà xứ tầm hành tích? Vô danh dịch: Thư gửi đạo sĩ ở trong núi Toàn Tiêu Sáng nay nha quận vắng, Chợt nhớ khách trong non. Kiếm củi ngoài bên lạch, Về nhà đá nấu cơm. Muốn đem một bầu rượu, An ủi đêm gió mưa. Lá rụng đầy đường núi, Dấu đi đã lờ mờ . | Phiên âm: U cư Quý tiện tuy dị đẳng, Xuất môn giai hữu doanh. Độc vô ngoại vật khiên, Toại thử u cư tình. Vi vũ dạ lai quá, Bất tri xuân thảo sinh. Thanh sơn hốt dĩ thự, Điểu tước nhiễu xá minh. Thì dữ đạo nhân ngẫu, Hoặc tùy tiều giả hành. Tự đương an kiển liệt, Thùy vị bạc thế vinh. Trần Trọng Kim dịch: Sang hèn dù có khác nhau, Ra ngoài ai nấy đều cầu doanh sinh . Riêng ta ngoại vật vong tình, U cư cho thỏa bụng mình yên vui. Ban đêm mưa bụi qua rồi, Cỏ xuân, nào biết trên đồi đã sinh. Bóng hồng bầng sáng non xanh, Chim kêu ríu rít bay quanh cạnh nhà. Khi cùng đạo sĩ lân la, Khi theo tiều giả la cà rừng xanh. Tự yên kém cỏi phận mình, Phải đâu bỉ bạc lợi danh trên đời . |

## Sách tham khảo
- Sở nghiên cứu văn học thuộc Viện Khoa học xã hội Trung Quốc biên soạn, Lịch sử văn học Trung Quốc (Tập II), Bản dịch do Nhà xuất bản Giáo dục Việt Nam ấn hành năm 1993.
- Dịch Quân Tả, Văn học sử Trung Quốc (Tập I). GS. Huỳnh Minh Đức dịch từ tiếng Trung Quốc. Nhà xuất bản Trẻ, 1992.
- Trần Trọng Kim, Đường thi. Nhà xuất bản Tân Việt, 1974.
- Nguyễn Hiến Lê, Đại cương văn học sử Trung Quốc (trọn bộ). Nhà xuất bản Trẻ, 1997.
- Trần Lê Bảo, mục từ "Vi Ứng Vật" in trong Từ điển văn học (bộ mới). Nhà xuất bản Thế giới, 2004.